# Maria Carolina Augusta di Borbone-Due Sicilie
Maria Carolina Augusta di Borbone-Due Sicilie (Vienna, 26 aprile 1822 – Twickenham, 6 dicembre 1869) era un membro della casa dei Borbone, principessa delle Due Sicilie per nascita e duchessa d'Aumale per matrimonio.

## Biografia

### Infanzia
Maria Carolina Augusta era l'unica sopravvissuta dei quattro figli di Leopoldo di Borbone (1790-1851), principe delle Due Sicilie e di Salerno, e della sua consorte, e nipote, l'arciduchessa Maria Clementina d'Austria (1798-1881)
I suoi nonni paterni erano Ferdinando I, re del Regno delle Due Sicilie, e la sua consorte Maria Carolina d'Asburgo-Lorena, nata arciduchessa d'Austria; quelli materni l'imperatore Francesco II d'Asburgo-Lorena e la sua seconda moglie, l'imperatrice Maria Teresa di Borbone-Napoli.
In famiglia veniva chiamata affettuosamente Lina.
La Principessa trascorse i primi anni della sua vita sotto la supervisione della madre alla corte imperiale austriaca a Vienna, dove venne ufficialmente introdotta in società. Da adolescente tornò dalla sua famiglia a Napoli.

### Matrimonio

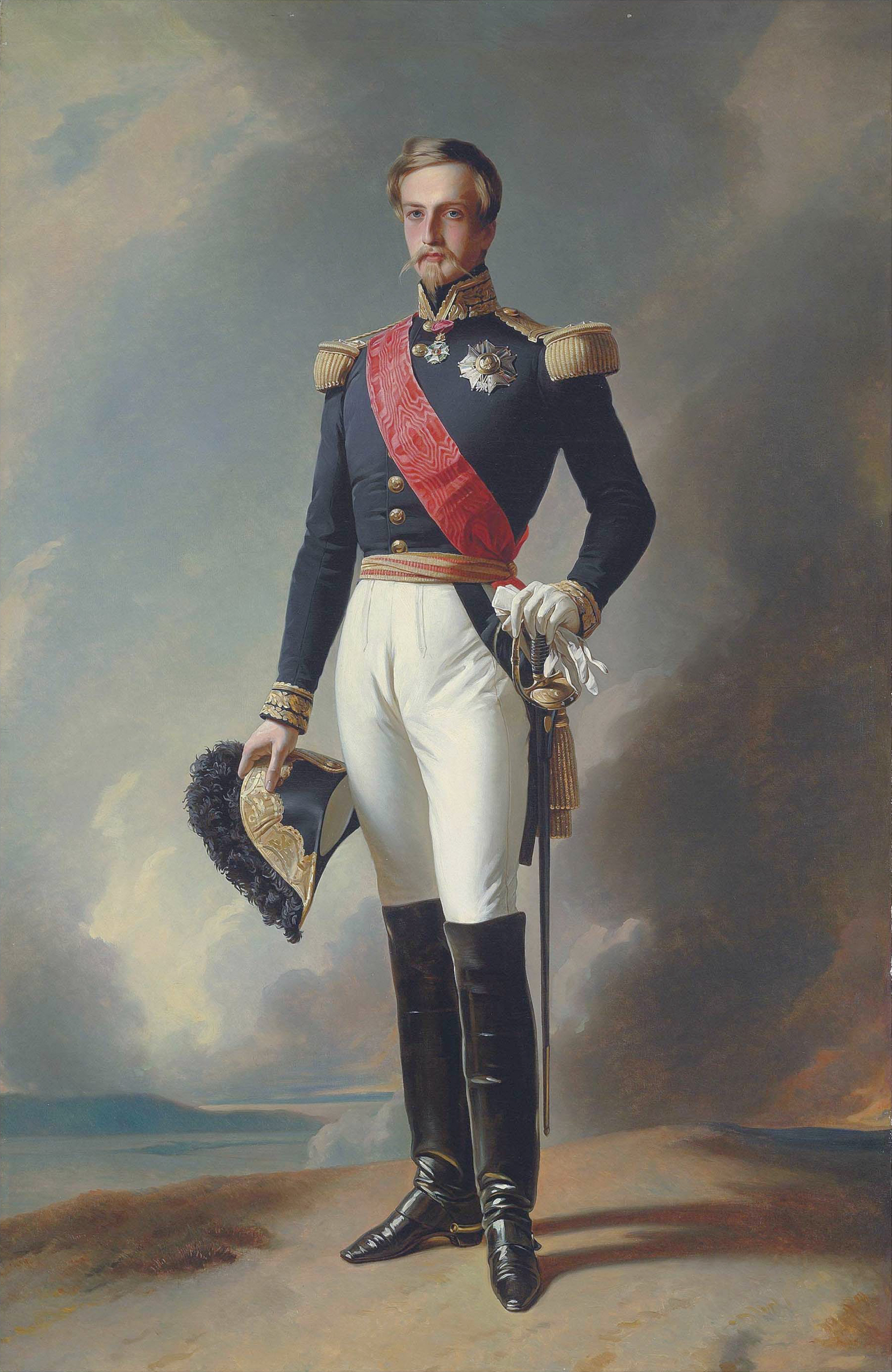
Enrico d'Orléans ritratto da Franz Xaver Winterhalter

Tra il 1830 e il 1840 ci furono molte Principesse reali in età da marito e molti candidati gareggiavano per la mano di Maria Carolina. La scelta ricadde sul principe Enrico d'Orléans, figlio del re Luigi Filippo di Francia, che aveva dato una positiva impressione durante un suo soggiorno alla corte di suo padre. I negoziati per il matrimonio iniziarono nel mese di agosto 1844 e il 17 settembre dello stesso anno l'accordo venne annunciato nella Revue de Paris. Fu un matrimonio d'amore, ma anche una unione di interessi dinastici. Enrico era pressato dai genitori per trovare una sposa e, infine, scelse la piccola e delicata Maria Carolina, per evitare altre eventuali proposte di matrimonio da altri Principi d'Europa.
Il matrimonio ebbe luogo il 25 novembre 1844 a Napoli, su richiesta dello sposo, mentre Maria Carolina e i suoi futuri suoceri avrebbero preferito che la cerimonia si tenesse a Parigi. Il matrimonio civile si tenne nel palazzo reale di Ferdinando II. Lo stesso giorno, il matrimonio religioso venne celebrato con grande sfarzo. La sposa portava la grossa somma di 517.000 franchi in oro come dote per il matrimonio. Il matrimonio venne festeggiato con balli, ricevimenti, serate di gala ed eventi, teatro e giochi che durarono più di due settimane. Maria Carolina, però, partì il 2 dicembre del 1844 con il marito per Tolone. Da lì si recò a un grande ricevimento tenutosi a Parigi, dove la giovane coppia aveva un appartamento nel palazzo delle Tuileries.
Nel corso del primo trimestre del 1845, quando Maria Carolina si dedicava ai doveri cerimoniali, come balli, giochi o incontri, gli sposi finalmente ebbero la possibilità di conoscersi meglio. Nel maggio del 1845 la coppia si trasferì nel castello di Chantilly. Successivamente Maria Carolina si trasferì in Algeria, perché il marito era stato nominato governatore generale della colonia francese.

### Esilio in Inghilterra
Dopo la rivoluzione di febbraio, la famiglia reale venne bandita dalla Francia con un decreto approvata nel maggio 1848 ed Enrico e Maria Carolina andarono in esilio in Inghilterra. La coppia visse a Claremont, nel Surrey, dove si occuparono temporaneamente di Claremont House. Per sostenere la famiglia durante i primi mesi di esilio, la Duchessa dovette vendere i suoi gioielli.
Maria Carolina ebbe l'aiuto dei suoi amici intimi, come la regina Vittoria, che visitò la sua casa di Orleans House a Twickenham - poi diventato un sobborgo di Londra. Il Duca e la Duchessa lasciarono Claremont il 16 aprile del 1852. Dopo un lungo viaggio in Europa - tra cui Belgio, Austria, Ungheria, Spagna, Svizzera e Oriente - trascorsero la maggior parte del tempo a Wood Norton Hall, nel Worcestershire.
Una questione alquanto particolare relativa a Maria Carolina riguarda una sua relazione clandestina. Infatti appena giunta in Inghilterra fece amicizia con un nobiluomo napoletano dal cognome Gala. Si narra che da questa relazione nacque un  bimbo, mandato in Italia, a Napoli, nei suoi primi anni di vita. La scelta di rinunciare al bambino ancora oggi è molto discussa dagli studiosi.

### Morte
Dopo la morte improvvisa del figlio primogenito, Luigi Filippo, nel 1866, la Duchessa cadde in una profonda crisi da cui non si riprese mai completamente. Dopo sei settimane di sofferenza causate da una malattia, Maria Carolina Augusta di Borbone-Due Sicilie, morì il 6 dicembre 1869, all'età di 47 anni a Orleans House. Fu sepolta il 10 dicembre presso la Cappella di Weybridge. Nel 1876 il suo corpo fu portato dal marito nella Cappella Reale di Dreux.

## Discendenza
Maria Carolina delle Due Sicilie e il principe Enrico d'Orléans ebbero quattro figli, ma solo due raggiunsero l'età adulta:
- Luigi, principe di Condé (15 novembre 1845 - 24 maggio 1866)
- Enrico, duca di Guisa (11 settembre 1847 - 10 ottobre 1847)
- Francesco, duca di Guisa (11 gennaio 1852 - 15 aprile 1852)
- Francesco, duca di Guisa (5 gennaio 1854 - 25 luglio 1872)

## Titoli e trattamento
- 26 aprile 1822 – 25 novembre 1844: Sua altezza reale, la principessa Maria Carolina Augusta delle due Sicilie, principessa delle due Sicilie
- 25 novembre 1844 - 6 dicembre 1869: Sua altezza reale, la Duchessa d'Aumale, Principessa de Orléans (Son altesse royale, la Duchesse d'Aumale, Princesse d'Orléans)

## Ascendenza
|                                    |                              |                                  | Genitori                                      |  |  | Nonni |  |  | Bisnonni            |  |  | Trisnonni           |  |
|                                    |                              |                                  |                                               |  |  |       |  |  | Carlo III di Spagna |  |  | Filippo V di Spagna |  |
|                                    |                              |                                  |                                               |  |  |       |  |  | Carlo III di Spagna |  |  | Filippo V di Spagna |  |
|                                    |                              | Elisabetta Farnese               |                                               |  |  |       |  |  | Carlo III di Spagna |  |  |                     |  |
| Ferdinando I delle Due Sicilie     |                              |                                  |                                               |  |  |       |  |  | Carlo III di Spagna |  |  |                     |  |
|                                    |                              | Maria Amalia di Sassonia         | Augusto III di Polonia                        |  |  |       |  |  |                     |  |  |                     |  |
|                                    |                              | Maria Amalia di Sassonia         | Augusto III di Polonia                        |  |  |       |  |  |                     |  |  |                     |  |
|                                    |                              | Maria Amalia di Sassonia         | Maria Giuseppa d'Austria                      |  |  |       |  |  |                     |  |  |                     |  |
| Leopoldo di Borbone-Due Sicilie    |                              | Maria Amalia di Sassonia         |                                               |  |  |       |  |  |                     |  |  |                     |  |
|                                    |                              | Francesco Stefano di Lorena      | Leopoldo di Lorena                            |  |  |       |  |  |                     |  |  |                     |  |
|                                    |                              | Francesco Stefano di Lorena      | Leopoldo di Lorena                            |  |  |       |  |  |                     |  |  |                     |  |
|                                    |                              | Francesco Stefano di Lorena      | Elisabetta Carlotta d'Orléans                 |  |  |       |  |  |                     |  |  |                     |  |
| Maria Carolina d'Asburgo-Lorena    |                              | Francesco Stefano di Lorena      |                                               |  |  |       |  |  |                     |  |  |                     |  |
|                                    |                              | Maria Teresa d'Austria           | Carlo VI d'Asburgo                            |  |  |       |  |  |                     |  |  |                     |  |
|                                    |                              | Maria Teresa d'Austria           | Carlo VI d'Asburgo                            |  |  |       |  |  |                     |  |  |                     |  |
|                                    |                              | Maria Teresa d'Austria           | Elisabetta Cristina di Brunswick-Wolfenbüttel |  |  |       |  |  |                     |  |  |                     |  |
| Carolina Augusta delle Due Sicilie |                              | Maria Teresa d'Austria           |                                               |  |  |       |  |  |                     |  |  |                     |  |
|                                    | Leopoldo II d'Asburgo-Lorena | Francesco Stefano di Lorena      |                                               |  |  |       |  |  |                     |  |  |                     |  |
|                                    | Leopoldo II d'Asburgo-Lorena | Francesco Stefano di Lorena      |                                               |  |  |       |  |  |                     |  |  |                     |  |
|                                    | Leopoldo II d'Asburgo-Lorena | Maria Teresa d'Austria           |                                               |  |  |       |  |  |                     |  |  |                     |  |
| Francesco II d'Asburgo-Lorena      | Leopoldo II d'Asburgo-Lorena |                                  |                                               |  |  |       |  |  |                     |  |  |                     |  |
|                                    |                              | Maria Ludovica di Borbone-Spagna | Carlo III di Spagna                           |  |  |       |  |  |                     |  |  |                     |  |
|                                    |                              | Maria Ludovica di Borbone-Spagna | Carlo III di Spagna                           |  |  |       |  |  |                     |  |  |                     |  |
|                                    |                              | Maria Ludovica di Borbone-Spagna | Maria Amalia di Sassonia                      |  |  |       |  |  |                     |  |  |                     |  |
| Maria Clementina d'Asburgo-Lorena  |                              | Maria Ludovica di Borbone-Spagna |                                               |  |  |       |  |  |                     |  |  |                     |  |
|                                    |                              | Ferdinando I delle Due Sicilie   | Carlo III di Spagna                           |  |  |       |  |  |                     |  |  |                     |  |
|                                    |                              | Ferdinando I delle Due Sicilie   | Carlo III di Spagna                           |  |  |       |  |  |                     |  |  |                     |  |
|                                    |                              | Ferdinando I delle Due Sicilie   | Maria Amalia di Sassonia                      |  |  |       |  |  |                     |  |  |                     |  |
| Maria Teresa di Borbone-Napoli     |                              | Ferdinando I delle Due Sicilie   |                                               |  |  |       |  |  |                     |  |  |                     |  |
|                                    |                              | Maria Carolina d'Asburgo-Lorena  | Francesco I di Lorena                         |  |  |       |  |  |                     |  |  |                     |  |
|                                    |                              | Maria Carolina d'Asburgo-Lorena  | Francesco I di Lorena                         |  |  |       |  |  |                     |  |  |                     |  |
|                                    |                              | Maria Carolina d'Asburgo-Lorena  | Maria Teresa d'Austria                        |  |  |       |  |  |                     |  |  |                     |  |
|                                    |                              | Maria Carolina d'Asburgo-Lorena  |                                               |  |  |       |  |  |                     |  |  |                     |  |